# Pseudomyas doramasensis
Pseudomyas doramasensis ist eine Art der Laufkäfer, sie ist Endemit der Kanaren-Insel Gran Canaria. Die Art wurde seit der Entdeckung im Jahr 1927, trotz intensiver Nachsuche, niemals wiedergefunden und gilt daher heute als ausgestorben.

## Beschreibung
Der Käfer erreicht eine Körperlänge von 11,2 bis 11,4 Millimeter. Er ist dunkel pechbraun bis schwarz gefärbt, der Rand der Elytren und die Extremitäten rötlich aufgehellt. Der Körper ist markant abgeflacht, das Integument fast völlig glatt und deutlich glänzend, mit sehr schwacher Punktierung und Skulpturierung. Am Kopf sind die Komplexaugen groß, aber flach, nicht aus der Kopfkontur vorragend. Die Antennen sind lang und fadenförmig, etwa so lang wie die Flügeldecken. Sie sind von der Spitze des dritten Gliedes an behaart. Das dritte Glied ist lang, etwa doppelt so lang wie das zweite. Die Schläfen sind stark behaart. Auf der Unterseite besitzt das Mentum im Ausschnitt vorn nur einen Zahn. Am Rumpfabschnitt ist das Pronotum quer (breiter als lang) und abgeflacht, seine Seiten sind im apikalen Drittel scharf gekrümmt und verengt, dann zur Basis hin parallelseitig, seine rechtwinkligen Hinterecken sind etwas zugespitzt, die Vorderecken abgerundet. Es ist durchgehend fein gerandet. Die Elytren sind kurz und breit, etwas breiter als das Pronotum, an der Basis mit eckigen Schultern, mit nur seichten Punktstreifen und Porenpunkten im dritten und fünften Zwischenraum und einigen apikalen Porenpunkten. Die gesamte Oberfläche der Elytren ist von einer dichten, kurzen filzigen Behaarung bedeckt, diese zumindest zum Rand hin immer deutlich. Hinterflügel fehlen (apter), keine Flugfähigkeit. Die Oberseite der Tarsen ist schwach behaart, die Klauen sind einfach.
Die Art ist in der Struktur des Aedeagus der Männchen von allen verwandten und ähnlichen Arten markant verschieden.

## Verbreitung
Die Art ist Endemit Gran Canarias. Der Entdecker und Erstbeschreiber Uyttenboogaart gibt als Fundort ein Waldgebiet genannt „El Doramas“ an, nachdem er die Art benannte. Der Name ist heute unbekannt und lässt sich nicht mehr sicher zuordnen, er wird aber auch von anderen Biologen erwähnt, die die Insel früher bereisten. Aus seiner Beschreibung wird aber klar, dass der Fund aus dem heutigen Waldgebiet „Los Tilos de Moya“ oberhalb der Orte Moya und Santa María de Guía de Gran Canaria, im Norden der Insel, stammen muss. Dieser kleine Wald ist heute fast das letzte Relikt der einst ausgedehnten Lorbeerwälder (Laurisilva) Gran Canarias. Bereits 1929 schrieb der Entdecker der Art von den „poor remains of this once majestic forest“, seitdem hat die Waldbedeckung weiter abgenommen. Heute wird versucht, den Lorbeerwald der Insel in einem Schutzgebiet zu erhalten, diese Bemühungen kamen aber offenbar zu spät, diese endemische Art zu retten. Zum genauen Habitat der Art lässt sich nichts genaues aussagen, spätere Bearbeiter vermuteten eine Lebensweise in der organischen Humusauflage des Waldbodens, möglicherweise sogar unterirdisch (hypogäisch). Dazu würde passen, dass auf Gran Canaria keine Art der Gattung Licinopsis vorkommt, die auf den anderen Kanaren diesen Lebensraum im Lorbeerwald besetzt.
Die Art wurde seit ihrer Erstbeschreibung niemals wiedergefunden, trotz erheblicher Bemühungen von Koleopterologen wie dem Experten für die Carabidenfauna der Inseln Antonio Machado. Vermutlich waren in den kleinen verbliebenen Waldrelikten ihre mikroklimatischen Ansprüche nicht mehr erfüllt.

## Taxonomie und Systematik
Die Art wurde entdeckt und erstbeschrieben durch den holländischen Juristen und Amateur-Entomologen Daniel Louis Uyttenboogaart (1872–1946). Seine Einstufung als einzige Art einer monotypischen Gattung wurde auch später nie in Zweifel gezogen. Der Erstbeschreiber benannte die Gattung Pseudomyas wegen der Ähnlichkeit zur Gattung Myas Sturm, 1826, erweist auch auf übereinstimmende Merkmale mit Platyderus und Calathidius hin (von der er an den gebogenen Schienen des mittleren Beinpaars unterschieden werden kann). Die Verwandtschaft wurde meist taxonomisch als Tribus Sphodrini, Subtribus Sphodrina abgegrenzt. Machado bevorzugt stattdessen die Zuordnung zum Subtribus Synuchina (bei ihm als Synuchini).
Sphodrina sind westpaläarktisch-makaronesisch, zum Beispiel artenreich in der Mittelmeerregion, verbreitet. Die Zuordnung der Sphodrini zu einer Unterfamilie ist derzeit umstritten, meist wird sie in eine weit abgegrenzte Unterfamilie Harpalinae einbezogen. Sie umfassen über 800 Arten in 38 Gattungen mit überwiegend holarktischer Verbreitung.